# قارمة جربية
القارمة الجربيَّة (الاسم العلمي: Sarcoptes scabiei) ويُشار لها حرفيًا باسم ساركوبتس سكابيه، كما تسمى سُوس الحكة (بالإنجليزية: itch mite)‏، هي نوع سوس (مِفصليات طُفيلية) تتبع جنس القارمة من فصيلة القارمات. تَقوم بِعمل حُفَر وَنُتوءات داخِل الجلد مُسببة ما يُعرف بالجَرب. ينتشر هذا النوع في جميع أَنحاء العالم، وَتُصيب القارمة الجَربية أنواع مُختلفة من الثَدييات، فهيَ لا تقتصر على الإنسان فَقط، فَقد تُصيب الكلاب والقِطط البَرية وَالأليفة مِنها، وتُعد أحد الأسباب الرئيسية لِمرض جَرب الحيوانات، كَما أنها قَد تُصيب ذوات الحوافر، إضافةً للخَنزير البَري وَالبَقريّات وكذلك الدِببة الأُسترالية وَالكوالا والقِرَدة.
اكتشفت القارمة الجَربية لِأولِ مَرةٍ عام 1687، حيثُ كانَ الجرب أَول مرض ذو أسباب مَعروفة يُصيب الإنسان، وَفي القرن الثامن عشر اكتشفَ عالم الأحياء الإيطالي جياشينتو سيستوني أنَّ الجرب يُسببه سوس القارِمَة الجَرَبية، وَيُسبب الجَرب طفح جلدي وَحكة شديدان، حيثُ تقوم الإناث في هذا النوع منَ السوس بِوضعِ البويضات المُخصبة داخل الحفر الموجودة داخِل الجلد، وَتحتاج اليَرقات من 3 إلى 10 أيامِ لِتفقس وَتُصبح لها القُدرة على التحرُك داخل الجلد، حيثُ تتم عملية إعادة تشكل محورية لهذه اليرقات، ثُم تنضج لِتتحول إلى سوسة بالِغة قادرة على العيش من ثلاث إلى أربعة أسابيع داخل جلد المُضيف.

## الأهمية السريرية
تَحرُك القارِمة داخل الجِلد أَو فوقَ سطحه يُؤدي إِلى حكة شديدة تُشبه رد الفعل التَحسسي شكلياً، وقد يَحدث النوع الرابع المُتأخر من فرط الحساسية بعد مُرور ثلاثين يوم على الإصابة، كما أنَ وُجود البَيض يُنتج حساسية هائِلة، مما يؤدي إلى مزيدٍ مِنَ الحَكة، كما أنَّ الأفراد ذوي الإصابات السابقة بالقارمة الجَربية من المُحتمل أن تتطور الأعراض عندهم فِي غضون ساعات.
تقوم القارِمة بالاختباء مُستخدمة أجزاء مِن الفم، وَقِطع من الأرجل الأمامية، بَينما يقوم السوس باستخدام هذه الأجزاء، فَيعمل على جعل نفسه يَرتكز على مصاص في أقدامه، حيثُ يَقوم بَوضع البَيض في أعداد صغيرة، وَمِن خلال هذه الفُتحة تُخرج اليرقات ستة أرجل إلى الجلد وَتبدأ بالبحث عَن بُصيلات الشعر، حيثُ تَتغذى وَتنسلخ (تَتجاهل البشرة القديمة في النمو)، وَثُمَ تُظهر اليرقات أَول مراحل الحورائي (في بُصيلات الشعر) باستخدام ثمانية أرجل.
وَفي المراحل الحورائية، يقوم العَث بالتغذية وَمن ثُم الانسلاخ، وفي حال كان ذكراً فَإن هذه العملية تُؤدي إلى البُلوغ، بينما في حالة الإِناث فإن الانسلاخ يَحدثُ مرةً أُخرى.

## المورفولوجيا
تَكون القارِمة الجربية البالغة كروية الشَكل، وَبلا عينين وَتمتلك أربعة أَزواج مِنَ الأرجل (اثنين من الأزواج في الأمام، وَآخران خلفيان)، حيثُ يمكن تَميزُها بِأنها بيضاوية الشَكل، وَلها أيضاً بَطن مُسطح وَظهر مُنحني، وَجسدها يُشبه السُلحفاة، كما يُوجد لها أَشواك جلدية مُتعددة وَهذه الحَشرة ليس لَها حد، أَي أنَّ جسدها لا يُقسم إلى مَناطق رأسية صَدرية أو معدية.
يُمكن وصف الجزء السطحي الخاص بِها، بِأنهُ يَحتوي على طَيات وَمُغطى بِشُعيرات قصيرة، وبأنَ أَرجُلها الأَمامية تنتهي بشكل طولي، أَما بِالنسبة للأرجل الخلفية فإنها تنتهي كشُعيرات طَويلة، وَمِنَ المَعروف أنَ الذُكور لَديها مَمَصات عَلى جميع الأرجل بِاستثناءِ الزَوج الثالث، وهذا ما يُميزه عن الإناث، بِالإِضافةِ إِلى أَن طُول الِإناث يَصل إِلى 0.3–0.45 ملم (0.012–0.018 إنش)، أَما بِالنسبةِ لِعَرضُها فإِنهُ يتراوح ما بين 0.25–0.35 ملم(0.0098–0.0138 إنش)، بَينمَا الذُكور يكون طُولها وَعرضُها يُعادل نصف حجم الإناث فَقط.

## دورة الحياة
تَمُر القارِمة الجَربية في الإنسان بعدة مراحل تَطورية فيما يُعرف بِدورة حياة القارِمة الجَربية، وَتُقسم دَورة حياتُها إلى أربعة مَراحل وَهيَ: بويضة ثُمَ يرقة ثُمَ حورية وَأخيراً البلوغ.
تَتطفل القارِمة الجَربية على البَشر، حيثُ تقوم الإناث البالغة بِحفر جُحور وَنُتوءات دَاخل الطبقة القرنية (الطبقة الخارجية منَ الجلد)، حيثُ تقوم بوضع من 2-3 بويضات يَومياً، وَتكون هذه البويضات بيضاوية الشكَل، بِطول 0.1–0.15 ملم (0.0039–0.0059 إنش)، وَتفقس هذه البُويضات في غُضون ثلاث إلى أربعة أيام لِتدخل بذلك مَرحلة اليَرقة. كما يُمكنُ للإناثِ أَن تضع حوالي ثلاثين بيضة ولكن تموت بعدَ ذلك، وَعند التَفقيس تَقوم اليرقات ذوات الستة أرجل بالانتقال إِلى سطح الجِلد، وَمن ثُمَ تبدأ بِالحفر من جديد فِي الأكياس الشعرية التي عادةً ما تكون في بُصيلات الشعر، وتكون هذه الحويصلات عادةً على شكل أصغر وأكبر من الجحور الأخرى.
بَعدَ مُرور ثلاثة إلى أربعة أيام تَتساقط اليَرقات، وتتحول إلى حوريات بِثمانية أَرجل، وأثناء هذا الطَور تتحول مرة أخرى إلى حُوريات ولكن تكون أَكبر بقليل، ويحدث ذلك قبل التَساقط النهائي الذي تتحول فيه قارمات جَربية بالِغة. بَعد ذلك تتزاوج أَفراد القارمات البالغة، حَيثُ يخترق الذكر غشاء الشعر عندَ الإناث، وَمن المهم معرفة أنَّ التَزاوج يَحدُث مرة واحدة فقط، حيثُ يترك هذا الزواج الأُنثى مُخصبة لِبقية حياتها (من شهر إلى شهرين)، وبعد ذلك تُغادر الأٌنثى المُخصبة باحثةً عن ملجأ مُناسب لها، وَتقوم الأنثى بإنشاء جُحور مُمَيزة لَها، حيثُ تكون على شكل حرف S وَتضع البويضات فيها، ومن المَعلوم أنَّ الأنثى سَتستمر بوضع البَيض وإطالة الجُحر لبقية حياتها مالم تُعالج أو يُقضى عليها.

## المَراجع
1. ↑  محمد هيثم الخياط (2006). المعجم الطبي الموحد: إنكليزي - عربي (بالعربية والإنجليزية) (ط. 4). بيروت: مكتبة لبنان ناشرون، منظمة الصحة العالمية. ص. 1869. ISBN:978-9953-33-726-5. OCLC:192108789. QID:Q12193380.
2. ↑  يوسف حتي؛ أحمد شفيق الخطيب (2011). قاموس حتي الطبي الجديد: طبعة جديدة وموسعة ومعززة بالرسوم إنكليزي - عربي مع ملحقات ومسرد عربي - إنكليزي (بالعربية والإنجليزية) (ط. الأولى). بيروت: مكتبة لبنان ناشرون. ص. 786. ISBN:978-9953-86-883-7. OCLC:868913367. QID:Q112962638.
3. ↑  بطرس البستاني (1876)، كتاب دائرة المعارف: قاموس عام لكل فن ومطلب (بالعربية والإنجليزية والفرنسية)، بيروت، ج. 2، ص. 402، OCLC:957342071، QID:Q123035671{{استشهاد}}:  صيانة الاستشهاد: مكان بدون ناشر (link)
4. ↑  ميشيل إبراهيم؛ غسان منصور؛ ريتا صياح؛ فادي فرحات (2006). قاموس المصطلحات الطبية: (إنكليزي-عربي)، مع مسرد (فرنسي-إنكليزي) بالتعابير الطبية ذات الجذور المختلفة (بالعربية والإنجليزية) (ط. 1). بيروت: دار الكتب العلمية. ص. 464. ISBN:978-2-7451-5027-1. OCLC:70859660. QID:Q126730603.
5. ↑  موقع تاكسونوميكون (بالإنكليزية)  Taxonomicon قارمة جربية  تاريخ الولوج 31 كانون أول 2017 نسخة محفوظة 01 يناير 2018 على موقع واي باك مشين.
6. ↑  D. B. Pence & E. Ueckermann (2002). "Sarcoptic mange in wildlife" (PDF). Scientific and Technical Review of the World Organisation for Animal Health. ج. 21 ع. 2: 385–398. PMID:11974622. مؤرشف من الأصل (نسق المستندات المنقولة) في 24 يناير 2011. اطلع عليه بتاريخ أكتوبر 2020. {{استشهاد بدورية محكمة}}: تحقق من التاريخ في: |تاريخ الوصول= (مساعدة)
7. ↑  Orkin، M. (25 أغسطس 1975). "Today's Scabies". JAMA. ج. 233 ع. 8: 882–885. DOI:10.1001/jama.1975.03260080044019. PMID:1173898. مؤرشف من الأصل في 2016-04-25. اطلع عليه بتاريخ 2012-11-30.
8. 1 2 3  
"Scabies". Laboratory Identification of Parasites of Public Health Concern. مراكز مكافحة الأمراض واتقائها Division of Parasitic Diseases. 5 ديسمبر 2008. مؤرشف من الأصل في 2013-11-06. اطلع عليه بتاريخ 2009-02-09.
9. ↑  
L. Arlian (1989). "Biology, host relations and epidemiology of Sarcoptes scabiei". Annual Review of Entomology. ج. 34: 139–161. DOI:10.1146/annurev.en.34.010189.001035. PMID:2494934. مؤرشف من الأصل في 2019-12-12.